# Fabrice Delphi
Gaston Henri Adhémar Risselin, dit Fabrice Delphi ou Delphi-Fabrice, est un écrivain et dramaturge français né le 10 avril 1877 dans le 18e arrondissement de Paris et mort le 26 mars 1937, auteur entre autres de romans sentimentaux et d'aventures.

## Biographie
Fils de Ernestine Zoé Marchand et de Louis Joseph Adhémar Risselin, « inspecteur des combustibles », Gaston Henri Adhémar est né au 21 rue de la Goutte-d'Or. 
Âgé de vingt ans, Fabrice Delphi s’essaie à la critique d'art en composant un ouvrage sur la Bretagne artistique, en collaborant à la revue L'Estampe et l'Affiche ou avec la galerie Le Barc de Boutteville.
Il fait ensuite partie, au tournant du siècle, des « auteurs à scandale dits décadentistes », à l'image de Jean Lorrain. Comme cet écrivain, il fréquentait sans s'en cacher la sub-culture homosexuelle de son temps, bien que, contrairement à Lorrain, il se maria deux fois. Il épouse à Paris en premières noces le 27 décembre 1906, Juliette Rose Albertine Loussert. Puis, en secondes noces, à Auvers-sur-Oise, le 9 avril 1912, Louise Ernestine Germaine Fasques.  
Le premier scandale est l'interdiction de la pièce L'Araignée rouge en 1900, dans sa première version qui met en scène un personnage explicitement torturé par son homosexualité, pièce qui est toutefois créée au théâtre de la Bodinière. De ce fait, il retient l'attention de la critique avec la traduction en roman de L'Araignée rouge en 1903. Il doit ses premiers succès à ses collaborations avec Paul de Pitray, Maurice Goublier, Jacques Dhur et Oscar Méténier : avec ce dernier, il écrit entre autres des « drames bourgeois » en un acte. Il est aussi rédacteur à cette époque pour Gil Blas.
Il fréquente de nombreux artistes dont le peintre Alexandre Séon qui dessine la couverture de L'Araignée rouge. 
À partir de 1910, il adapte à la chaîne, pour des raisons alimentaires, les romans de la comtesse de Ségur en saynètes pour enfants.
Dans les années 1920, il collabore à des périodiques comme La Rampe, La Lanterne, et il écrit des « ciné-romans » (adaptations de films en roman-photo) pour « Le Film complet », supplément de la revue Mon Ciné. Il est l'auteur du scénario de Son Altesse (1922), film de Henri Desfontaines, adapté du roman La Dernière Aventure du Prince Curaçao d'Oscar Méténier.
Quand il meurt dans sa soixantième année en mars 1937, il ne laisse que des dettes et un fils — qui n'assistera même pas à son enterrement. Celui-ci est introuvable, c'est donc la SGDL qui finance les obsèques, et la succession est déclarée vacante en 1938.

## Œuvre
Il est l'auteur de plus de 120 textes, dont de nombreux ouvrages parus chez Rouff et Tallandier, dans des collections dites populaires. 
Quelques titres :
- Les Peintres de la Bretagne, 1898 — lire sur Gallica.
- Casque d'Or, drame, avec Oscar Méténier, Paris, Théâtre Robinière, créé le 16 mars 1902.
- Clair de lune, drame en un acte et deux tableaux, avec Jean Lorrain, Paris, Concert de l'Époque, créé le 17 décembre 1903.
- Témoin ! pièce en un acte, 1903, avec Gardel-Hervé — lire sur Gallica.
- L'Araignée rouge, roman, Ambert, 1903[8].
- Outre-Fortifs, impressions de banlieue, poèmes argotiques illustrés par ses soins, R. Malot, 1904.
- Les mésaventures de Citrouillot, pièce militaire en un acte, avec Albert Darmont, C. Joubert, 1904, Gaieté-Montparnasse, créée le 16 septembre 1904.
- Outre-fortifs, poèmes modernes, Malot Éditeur, 1904 — lire sur Gallica.
- Notre-Dame de la Butte, mœurs montmartroises, drame, avec Oscar Méténier, 1907.
- L'Araignée rouge, pièce en un acte tirée de son roman, 1907.
- L'Opium à Paris, Félix Juven, 1907 — lire sur Gallica[9]
- Tout à la joie, illustré par Joseph Hémard, éd. Paul Ollendorff, 1911.
- On demande une femme de ménage, pièce, Théâtre du Grand-Guignol, 1915.
- L'Homme de joie, roman conçu avec Jean Lorrain[10], Albin Michel, 1919.
- Le Vicieux de Paris, roman (s.d., début des années 1920).
- La Femme et son cœur, 1932.
- La Poule qui a des dents, in: Le Roman du Jeudi no 92, 1936.
- Une drôle de partie de plaisir, in: Le Roman du Jeudi no 98.

## Distinctions
- Officier d'Académie (arrêté ministériel du 10 février 1899)
- Officier de l'Instruction publique (arrêté ministériel du 3 février 1907).